# Alleen Gezamenlijk Oefenen Voert Verder Apeldoorn
L'Alleen Gezamenlijk Oefenen Voert Verder Apeldoorn, spesso abbreviato AGOVV Apeldoorn, è stata una squadra olandese di calcio della città di Apeldoorn. L'11 gennaio 2013 è stata esclusa dal secondo campionato nazionale, l'Eerstedivisie, dalla federcalcio olandese per bancarotta.

## Storia
Il Club è stato fondato il 25 febbraio 1913, col nome di AGOSV. Per un caso di omonimia nella sigla, verrà modificato il nome in quello attuale: AGOVV.
L'AGOVV diventa un club professionista nel 1954, ma a causa di problemi finanziari, nel 1971 ritornerà a militare nelle serie minori. Il 1º luglio 2003, l'AGOVV ritorna in Dutch League, riammesso nella Eerste Divisie. Durante la stagione 2003/2004, l'attaccante Klaas-Jan Huntelaar diventa il top scorer della Eerste Divisie con 26 goal.

## Palmarès

### Altri piazzamenti
- Campionato olandese:

Terzo posto: 1941-1942, 1948-1949
- Coppa dei Paesi Bassi:

Finalista: 1937-1938